# Siroligniella salicicola
Siroligniella salicicola är en svampart som beskrevs av Naumov 1926. Siroligniella salicicola ingår i släktet Siroligniella, divisionen sporsäcksvampar och riket svampar.   Inga underarter finns listade i Catalogue of Life.